# Zəlimxan Hüseynov
Zəlimxan Hüseynov (russisch Зелимхан Хусейнов; * 13. Juli 1981) ist ein russischer bzw. aserbaidschanischer Ringer. Er wurde 2009 Vize-Weltmeister und Europameister im freien Stil im Federgewicht.

## Werdegang
Zəlimxan Hüseynov ist ein aus Dagestan stammender Tschetschene, der als Jugendlicher mit dem Ringen begann. Zu Beginn seiner Karriere startete er für Russland. Er konzentrierte sich ganz auf den freien Stil und ringt bei einer Größe von 1,69 Metern im Federgewicht (Gewichtslimit 60 kg). Trainiert wurde bzw. wird er von Tezhdi Chusseinow und Firdausi Umudow.
2001 wurde Zəlimxan Hüseynov russischer Juniorenmeister und startete daraufhin bei der Junioren-Weltmeisterschaft (Juniors = Altersgruppe bis zum 20. Lebensjahr) in Taschkent. Er belegte dort im Bantamgewicht hinter Ulan Nadirbek Uulu aus Kirgisistan und Nejad Haghi Mohammad aus dem Iran den 3. Platz. Etwas überraschend wurde er vom russischen Ringer-Verband dann auch bei der Senioren-Weltmeisterschaft 2001 in Sofia eingesetzt. Er kam dort im Bantamgewicht zu Siegen über Martin Berberjan aus Armenien und über Sunil Kumar aus Indien. In seinem dritten Kampf verlor er aber gegen David Pogosjan aus Georgien, womit er ausschied und nur den 8. Platz belegte.
In den folgenden Jahren schaffte es Zəlimxan Hüseynov nicht mehr, in Russland sich für die Teilnahme an internationalen Meisterschaften zu qualifizieren. Er startete aber noch bei einigen großen internationalen Turnieren und erzielte dort gute Resultate.
Im Jahre 2008 entschloss sich Zəlimxan Hüseynov deshalb die Nationalität zu wechseln und für Aserbaidschan zu starten. Er schloss sich deshalb dem Sportclub Ataspor Baku an. Im Jahre 2008 schaffte er es sich beim Qualifikations-Turnier in Martigny/Schweiz mit einem 2. Platz im Federgewicht hinter Wassyl Fedoryschyn aus der Ukraine für die Teilnahme an den Olympischen Spielen in Peking zu qualifizieren. Beim olympischen Turnier in Peking verlor er seinen ersten Kampf gegen den russischen Favoriten Mawlet Batirow, siegte dann in der Trostrunde über Yandro Quintana aus Kuba, verlor aber seinen Kampf um eine olympische Bronzemedaille gegen Morad Mohammadi aus dem Iran. Er belegte damit in der Schlussabrechnung einen 5. Platz.
Im Jahre 2009 siegte er zunächst bei einem stark besetzten Weltcup-Turnier in Teheran im Federgewicht vor Ewgeni Chawilow aus der Ukraine und dem Bantamgewichts-Olympiasieger von 2008 Bessik Kuduchow aus Russland. Mit viel Selbstvertrauen ging er danach bei der Europameisterschaft in Vilnius an den Start. Mit Siegen über Alexandros Pilaridis, Griechenland, George Bucur, Rumänien, Malchaz Kurdjani aus Georgien und Adam Batirow, der, nachdem er einige Jahre für Belarus an den Start ging, wieder für Russland startete, bewies er, dass dieses Selbstvertrauen zu Recht bestand und wurde überlegen Europameister im Federgewicht.
Bei der Weltmeisterschaft 2009 in Herning/Dänemark siegte er im Federgewicht über Witali Korjakin aus Tadschikistan, Artur Arakeljan aus Armenien, Shogo Maeda, Japan und Dilshod Mansurov aus Usbekistan. Im Finale unterlag er gegen Bessik Kuduchow, den er in Teheran noch besiegt hatte, und belegte damit den 2. Platz.

## Internationale Erfolge
| Jahr | Platz | Wettbewerb                                    | Gewichtsklasse | |
| 2001 | 3.    | Junioren-WM (Juniors) in Taschkent            | Bantam         | hinten Ulan Nadirbek Uulu, Kirgisistan u. Nejad Haghi Mohammad, Iran                                                                                        |
| 2001 | 8.    | WM in Sofia                                   | Bantam         | mit Siegen über Martin Berberjan, Armenien u. Sunil Kumar, Indien u. einer Niederlage gegen David Pogosjan, Georgien                                        |
| 2005 | 3.    | „Schamil-Umachanow“-Memorial in Chassawjurt   | Feder          | hinter Yandro Quintana, Kuba u. Martin Berberjan, gemeinsam mit Adam Batirow, Belarus                                                                       |
| 2007 | 2.    | „Yasar-Dogu“-Memorial in Ankara               | Feder          | hinter Ersin Cetin, Türkei, vor Kenji Inoue, Japan u. Ramazan Saritow, Russland                                                                             |
| 2008 | 2.    | Olympia-Qualifik.-Turnier in Martigny/Schweiz | Feder          | hinter Yandro Quintana, vor Morad Mohammadi, Iran |
| 2008 | 5.    | Golden Grand Prix in Baku                     | Feder          | hinter Wassyl Fedoryschyn, Ukraine, Tevfik Odabaşı, Türkei, Ethmed Gurbanow, Aserbaidschan u. Mustafa Aghajaniozoubalagh, Iran                              |
| 2008 | 5.    | OS in Peking                                  | Feder          | nach einer Niederlage gegen Mawlet Batirow, Russland, einem Sieg über Yandro Quintana u. einer Niederlage gegen Morad Mohammadi                             |
| 2009 | 3.    | „Iwan-Jarigin“-Memorial in Krasnojarsk        | Feder          | hinter Adam Batriow u. Ahmed Csoka, bde. Russland, gemeinsam mit Alimchan Mamujew, Russland                                                                 |
| 2009 | 1.    | Welt-Cup in Teheran                           | Feder          | vor Ewgeni Chawilow, Ukraine u. Bessik Kuduchow, Russland                                                                                                   |
| 2009 | 1.    | EM in Vilnius                                 | Feder          | mit Siegen über Alexandros Pilaridis, Griechenland, George Bucur, Rumänien, Malchaz Kurdjani, Georgien u. Adam Batirow                                      |
| 2009 | 1.    | Golden Grand Prix in Baku                     | Feder          | vor Malchaz Kurdjani, Saeid Ahmadizarinkolaei, Iran, Dilshod Mansurov, Usbekistan u. Shawn Bunch, USA                                                       |
| 2009 | 2.    | WM in Herning/Dänemark                        | Feder          | mit Siegen über Witali Korjakin, Tadschikistan, Artur Arakeljan, Armenien, Shogo Maeda, Japan u. Dilshod Mansurov u. einer Niederlage gegen Bessik Kuduchow |
| 2010 | 1.    | „Yasar-Dogu“-Memorial in Istanbul             | Feder          | vor Sayef Ahmedizai, Iran, Tevfik Odabaşı, Türkei u. Madalyava Gazoli, Mongolei                                                                             |

Anm.: alle Wettbewerbe im freien Stil, OS = Olympische Spiele, WM = Weltmeisterschaft, EM = Europameisterschaft, Bantamgewicht, damals bis 58 kg, Federgewicht, bis 60 kg Körpergewicht